# Le Puid
Le Puid – miejscowość i gmina we Francji, w regionie Grand Est, w departamencie Wogezy.
Według danych na rok 1990 gminę zamieszkiwało 80 osób, a gęstość zaludnienia wynosiła 15 osób/km² (wśród 2335 gmin Lotaryngii Le Puid plasuje się na 965. miejscu pod względem liczby ludności, natomiast pod względem powierzchni na miejscu 981.).